# پیربست لولمان
پیربست لولمان، روستایی است از توابع بخش کوچصفهان شهرستان رشت در استان گیلان ایران.

## جمعیت
این روستا در دهستان لولمان قرار دارد و براساس سرشماری مرکز آمار ایران در سال ۱۳۸۵، جمعیت آن ۳۱۷۵ نفر (۹۰۷خانوار) بوده‌است.